# Pardosa observans
Pardosa observans är en spindelart som först beskrevs av O. Pickard-Cambridge 1876.  Pardosa observans ingår i släktet Pardosa och familjen vargspindlar.
Artens utbredningsområde är Egypten. Inga underarter finns listade i Catalogue of Life.